# Moldova-Gaz Chișinău
El Moldova-Gaz Chișinău fue un equipo de fútbol de Moldavia que jugó en la División Nacional de Moldavia, la primera división de fútbol en el país.

## Historia
Fue fundado en el año 1994 en la capital Chisináu con el nombre Sindicat Chisinau como parte de la Divizia B, la tercera división nacional, logrando el ascenso a la Divizia A en la temporada 1995/96 al ganar la zona sur de su liga.
Tras una temporada en la segunda división es campeón y logra el ascenso a la División Nacional de Moldavia, y en su primera temporada en la primera división cambia su nombre por el de Moldova-Gaz Chișinău y termina en quinto lugar.
Dos temporadas más tarde el club desciende al terminar en octavo lugar entre 10 equipos, y desaparece por problemas financieros.

## Palmarés
- Divizia A: 1

1996/97
- Divizia B: 1

1995/96